# Harry Mummery

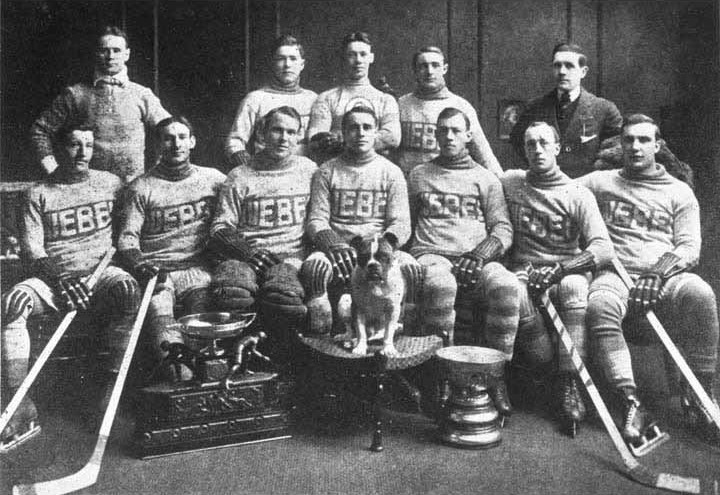
Harry Mummery, längst till höger, med Quebec Bulldogs säsongen 1912–13.

Harold Mummery, född 25 augusti 1889 i Chicago, död 9 december 1945 i Brandon, Manitoba, var en amerikansk-kanadensisk professionell ishockeyspelare på backpositionen.

## Karriär
Harry Mummery föddes i Chicago, Illinois, men flyttade till Kanada som ung och växte upp i Brandon, Manitoba. Efter spel i mindre ligor med Brandon Elks, Fort William Forts, Brandon Shamrocks och Moose Jaw Brewers åren 1907–1912 flyttade Mummery till Quebec säsongen 1912–13 för att spela med Quebec Bulldogs i NHA. Flytten skulle visa sig lyckosam för Mummery då han var med och vann Stanley Cup under sin första säsong i klubben sedan laget försvarat sin titel från säsongen 1911–12 genom att besegra utmanarlaget Sydney Miners i ett dubbelmöte med målskillnaden 20-5.
Mummery spelade fyra säsonger för Quebec Bulldogs i NHA innan han bytte lag säsongen 1916–17 till de provinsiella rivalerna Montreal Canadiens.  Canadiens nådde Stanley Cup-final 1917 där de regerande mästarna från 1916 dock förlorade med 3-1 i matcher mot Seattle Metropolitans från PCHA.
Säsongen 1917–18 anslöt Mummery till Toronto Arenas i NHL och med laget var han med om att spela hem Stanley Cup i mars 1918 sedan Vancouver Millionaires från PCHA besegrats med 3-2 i matcher. Mummery spelade fram till sex mål under de fem finalmatcherna.
Från 1918 till 1921 spelade Mummery varsin NHL-säsong för Toronto Arenas, Quebec Bulldogs och Montreal Canadiens innan han flyttade till Hamilton, Ontario, för spel under två säsonger med NHL-laget Hamilton Tigers. Säsongen 1922–23, hans sista säsong som spelare, representerade han även Saskatoon Crescents i WCHL under fyra matcher.
Mummery, som var av den storväxta backtypen, var en färgstark karaktär utanför isen och bland annat känd för sin stora aptit på mat och sin förkärlek för att alltid bära plommonstop. Han dog i Brandon, Manitoba, 9 december 1945.

## Statistik
NOHL = Northern Ontario Hockey League
| 1907–08            | Brandon Elks        | MHL-Pro            | –   | –  | –  | –  | –   | –  | – | – | – |    |
| 1908–09            | Fort William Forts  | NOHL               | 12  | 3  | 0  | 3  | –   | 1  | 0 | 0 | 0 | –  |
| 1910–11            | Brandon Shamrocks   | MIPHL              | 20  | 8  | 5  | 13 | 29  | –  | – | – | – | –  |
| 1911–12            | Moose Jaw Brewers   | Sask-Pro           | 20  | 7  | 4  | 11 | 88  | –  | – | – | – | –  |
| 1912–13            | Quebec Bulldogs     | NHA                | 19  | 5  | 0  | 5  | 87  | –  | – | – | – | –  |
|                    |                     | Stanley Cup        | –   | –  | –  | –  | –   | 2  | 1 | 0 | 1 | 0  |
| 1913–14            | Quebec Bulldogs     | NHA                | 20  | 8  | 5  | 13 | 29  | –  | – | – | – | –  |
| 1914–15            | Quebec Bulldogs     | NHA                | 20  | 7  | 4  | 11 | 88  | –  | – | – | – | –  |
| 1915–16            | Quebec Bulldogs     | NHA                | 23  | 2  | 1  | 3  | 84  | –  | – | – | – | –  |
| 1916–17            | Montreal Canadiens  | NHA                | 20  | 5  | 3  | 8  | 101 | 2  | 0 | 0 | 0 | 18 |
|                    |                     | Stanley Cup        | –   | –  | –  | –  | –   | 4  | 0 | 0 | 0 | 25 |
| 1917–18            | Toronto Arenas      | NHL                | 18  | 3  | 3  | 6  | 41  | 2  | 1 | 1 | 2 | 17 |
|                    |                     | Stanley Cup        | –   | –  | –  | –  | –   | 5  | 0 | 6 | 6 | 21 |
| 1918–19            | Toronto Arenas      | NHL                | 13  | 2  | 0  | 2  | 30  | –  | – | – | – | –  |
| 1919–20            | Quebec Bulldogs     | NHL                | 24  | 9  | 9  | 18 | 42  | –  | – | – | – | –  |
| 1920–21            | Montreal Canadiens  | NHL                | 24  | 15 | 5  | 20 | 69  | –  | – | – | – | –  |
| 1921–22            | Hamilton Tigers     | NHL                | 20  | 4  | 2  | 6  | 40  | –  | – | – | – | –  |
| 1922–23            | Hamilton Tigers     | NHL                | 7   | 0  | 0  | 0  | 4   | –  | – | – | – | –  |
| 1922–23            | Saskatoon Crescents | WCHL               | 4   | 0  | 0  | 0  | 2   | –  | – | – | – | –  |
| NHA totalt         | NHA totalt          | NHA totalt         | 102 | 27 | 13 | 40 | 389 | 2  | 0 | 0 | 0 | 18 |
| Stanley Cup totalt | Stanley Cup totalt  | Stanley Cup totalt | –   | –  | –  | –  | –   | 11 | 1 | 6 | 7 | 46 |

## Meriter
- Stanley Cup – 1913 med Quebec Bulldogs och 1918 med Toronto Arenas